# Kalabahi
Kalabahi ist die einzige Stadt auf der indonesischen Insel Alor und Hauptort des indonesischen Regierungsbezirk (Kabupaten) Alor in der Provinz Ost-Nusa Tenggara. In Kalabahi und ihrer Umgebung leben schätzungsweise 60.000 Menschen.
Alor ist vulkanischen Ursprungs und stark zerklüftet. Die Region an der Westküste der Insel um Kalabahi ist das einzige ebene Gebiet, weswegen die niederländischen Kolonialherren die Inselhauptstadt und den Haupthafen von Klein-Alor (Alor-Kecil) 1911 hierher verlegten. Die Bucht von Kalabahi bietet den Schiffen einen natürlichen Schutz. Hier befindet sich auch ein Tauchgebiet mit verschiedenen Korallen.

## Geschichte
Am 4. Juli 1991 kam es zu einem Erdbeben mit einer Stärke von 6,7M. Das Epizentrum lag 110 km östlich der Stadt im Meer zwischen Timor und Alor. 23 Menschen kamen ums Leben.

## Verkehr

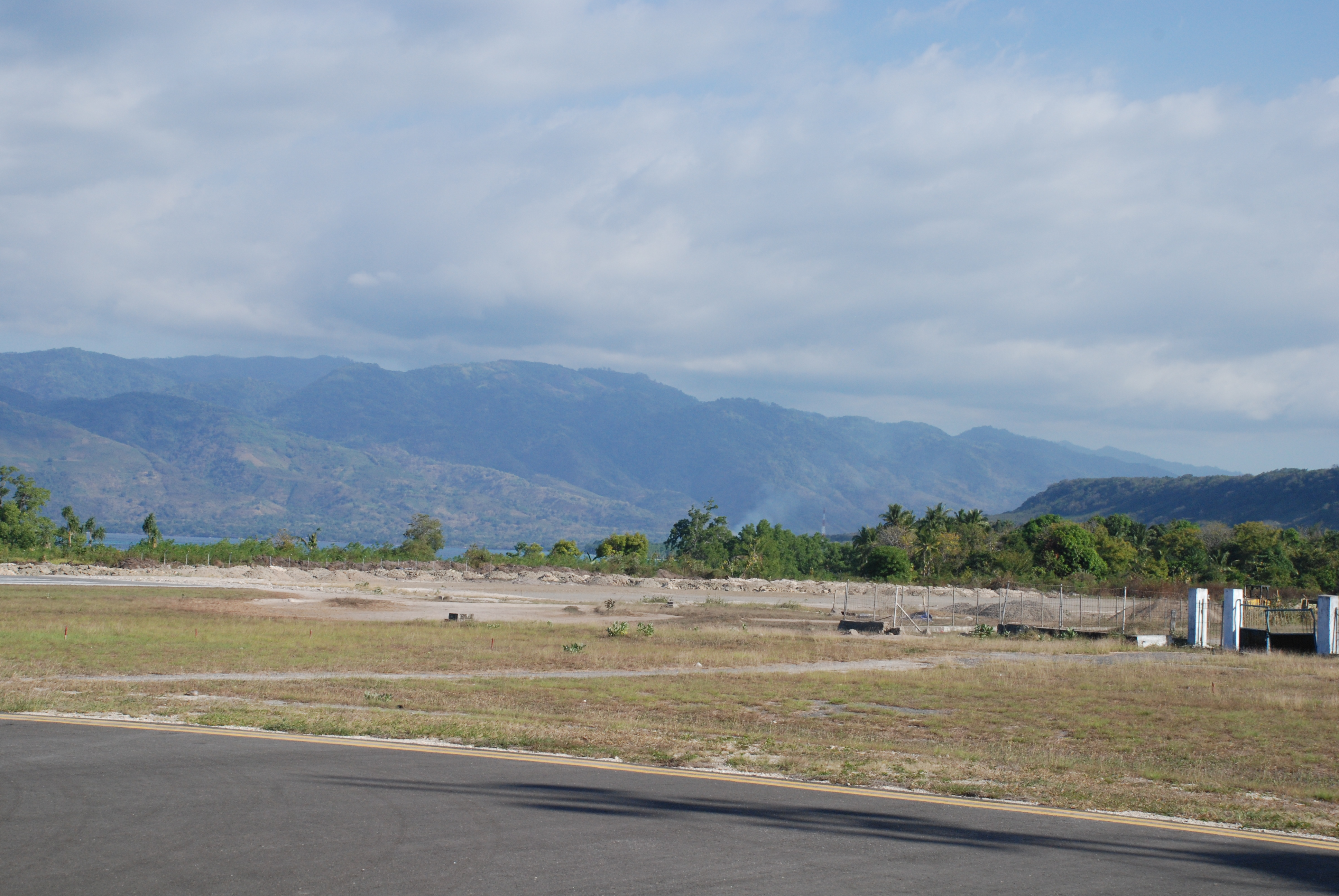
Flughafen von Kalabahi

Der IATA-Flughafencode des Flughafens von  Alor ist ARD. Er liegt zehn Kilometer von Kalabahi entfernt. Während der Trockenzeit wird Kalabahi fünfmal die Woche von Kupang, der Provinzhauptstadt, aus von einer Kasa der Merpati Airlines angeflogen. Seit Mitte 2003 wird eine Flugroute Kupang–Kalabahi–Kisar–Ambon mit Rückflug am nächsten Tag angeboten. 
Fähren fahren wöchentlich von Kupang (Westtimor) nach  Kalabahi. Die Fahrt dauert 20 Stunden. Zweimal die Woche fährt eine Fähre die Route Larantuka (Ostflores) – Lewoleba (Lembata) – Baranusa (Pantar) – Kalabahi in 20 Stunden. Einmal die Woche fährt eine Fähre von Atapupu (Westtimor) nach Kalabahi in neun Stunden. Außerdem laufen die Pelni-Passagierschiffe Serimau und Awu wöchentlich Kalabahi an. Aufgrund der starken Winde und großen Wellen wird die Verbindung nach Alor während der Regenzeit oft unterbrochen.
Frachter fahren meist von Alor nach Surabaya, Makassar und zu den Molukken. Der Haupthafen Alors hat eine Kapazität von 600 Bruttoregistertonnen.
In Kalabahi sorgen Sammeltaxis (Bemos) für den öffentlichen Transport. Zu anderen Orten auf Alor fahren Busse, in das bergige Inselinnere Jeeps, sogenannte Pansars. Über den Wasserweg verbinden kleinere Boote Orte und Nachbarinseln.